# Theodore von Kármán
Ne doit pas être confondu avec Charles H. Kaman.
Pour les articles homonymes, voir von Kármán et Kármán.
Theodore von Kármán (en hongrois : Szőllőskislaki Kármán Tódor), né le 11 mai 1881 et mort le 6 mai 1963, est un ingénieur et physicien hongrois et américain spécialisé en aéronautique dans les années fondatrices de 1940 à 1960. Il fut le premier directeur du Jet Propulsion Laboratory (JPL) de 1938 à 1944. Il est personnellement responsable de plusieurs avancées cruciales en aérodynamique, en particulier dans les domaines de la caractérisation du flux de l'air supersonique et hypersonique.

## Jeunesse
Tódor Von Kármán est issu d'une famille juive de Budapest. L'un de ses ancêtres était le rabbin Juda Loew ben Bezalel. Il fait des études d'ingénieur à l'Université Technique Royale de la ville qui se nomme aujourd'hui l'Université polytechnique et économique de Budapest. Après avoir obtenu son diplôme en 1902, il entreprend une thèse sous la direction de Ludwig Prandtl à l'Université de Göttingen, puis obtient son doctorat en 1908. Il enseigne à Göttingen pendant quatre années. En 1912, il accepte le poste de directeur de l'Institut d'aéronautique de l'Université technique de Rhénanie-Westphalie à Aix-la-Chapelle (RWTH), l'une des plus prestigieuses universités du pays. Il doit interrompre ses travaux à la RWTH pour accomplir son devoir militaire dans l'armée austro-hongroise de 1915 à 1918, où il dessine les plans de l'un des premiers hélicoptères.
Après la guerre, il retourne à Aix-la-Chapelle avec sa mère et sa sœur Joséphine de Kármán (en). Certains de ses élèves s'intéressent au vol à voile et voient dans les compétitions de la Rhön-Rossitten Gesellschaft une opportunité de progresser dans l'aéronautique. Kármán engage Wolfgang Klemperer pour concevoir un planeur compétitif qui participe à la première compétition de vol à voile de la Rhön.
Il quitte la RWTH en 1930.

## Émigration
Inquiet de la situation en Europe, en 1930 il accepte la direction du laboratoire d'aéronautique Guggenheim du California Institute of Technology (GALCIT) et émigre aux États-Unis. En 1936, avec Frank Malina, il fonde la société Aerojet pour construire les moteurs de fusée JATO. Il est alors naturalisé américain.

### Analyse des missiles allemands
Les activités des Allemands pendant la Seconde Guerre mondiale entraînent un intérêt accru des militaires américains pour la recherche dans le domaine des fusées. Au début de 1943, la division d'ingénierie expérimentale de l'Army Air Force Materiel Command fait parvenir des rapports à von Kármán provenant des renseignements britanniques décrivant des missiles allemands capable de voler sur une distance d'environ 200 km. Dans sa lettre du 2 août 1943, von Kármán fournit à l'armée son analyse et ses commentaires concernant le programme allemand.

### JPL
En 1944, il fonde, avec d'autres chercheurs du GALCIT, le Jet Propulsion Laboratory, qui est aujourd'hui un Federally funded research and development center dirigé par le Caltech sous contrat de la NASA. En 1946, il devient le premier président du Scientific Advisory Group (en) qui est chargé de l'étude des techniques aéronautiques pour l’United States Army Air Forces. Il participe également à la création de l'AGARD (en), le groupe de recherches aérodynamiques de l'OTAN (1951), l’International Council of the Aeronautical Sciences (1956), l’International Academy of Astronautics (1960) et l'Institut von Karman de dynamique des fluides, modernisation du Centre de recherches aéronomiques de 1929, à Rhode-Saint-Genèse, près de Bruxelles, en Belgique (1956).

## Renommée
Le renom de Kármán est en particulier dû à son utilisation des outils mathématiques pour l'étude de la dynamique des fluides et de l'utilisation de ces résultats dans la pratique. Il fut l'un des premiers à démontrer l'importance de l'aile en flèche qui est l'alpha et l'oméga des avions à réaction modernes.
Von Kármán, qui ne s'est jamais marié, meurt lors d'une visite à Aix-la-Chapelle en Allemagne en 1963.

## Récompenses
Ses travaux lui ont valu la médaille Franklin en 1948 puis il fut le premier récipiendaire de la National Medal of Science qui lui fut remise le 18 février 1963 par le président John F. Kennedy.

### Hommages
Des cratères sur la Lune (Von Kármán) et la planète Mars (Von Kármán (en)), furent nommées en son honneur.
En 1956, il patronne la modernisation du Laboratoire aérotechnique de Belgique, à Rhode-Saint-Genèse, près de Bruxelles qui avait été fondé en 1929 par l'ingénieur belge Alfred Renard des établissements Renard et Vertongen et Stampe et Renard. À sa mort, son nom sera donné au centre sous le nom d'Institut Von Karman de dynamique des fluides.
En 1968, la SIAM a fondé le prix Theodore von Kármán.
En 1977, la RWTH donna son nom à son nouveau complexe d'auditoires le « Kármán-Auditorium » en mémoire des travaux de von Kármán dans son Institut d'aéronautique.
Le professeur Shirley Thomas (en) de l'université du Sud de la Californie (après une vingtaine d'années de demandes réitérées) parvint à ce que soit créé un timbre-poste en son honneur. Il fut émis en 1992.

## Contributions
Ses contributions comprennent ses théories concernant le flambage non-élastique, l'allée de tourbillons de Karman, la stabilité des écoulements laminaires, la turbulence, les profils en écoulement laminaire ou non-laminaire, les couches limites et l'aérodynamique supersonique. Il fit également des contributions dans d'autres domaines, comme l'élasticité, les vibrations, le transfert thermique et la cristallographie. Il a donné son nom à divers concepts dont :
- Équations de Foppl-von Kármán (en) ;
- Conditions de Born-von Karman (Physique du solide) ;
- Modèle de Born-von Kármán (modèle de dynamique cristalline) ;
- Approximation de Chaplygin-Kármán-Tsien ;
- Équation de Falkowich-Kármán (écoulements transsoniques) ;
- Constante de von Kármán ;
- Ligne de Kármán (aérodynamique/astronautique) ;
- Équation de Kármán-Howarth (en) (turbulence) ;
- Corrélation de Kármán-Nikuradzé ;
- Paramètre de Kármán-Pohlhausen (couches limites) ;
- Transformée de Kármán-Treffz (théorie des profils) ;
- Loi de Prandtl-von Kármán ;
- Équation intégrale de von Kármán (couches limites) ;
- Ogive de von Kármán (aérodynamique supersonique) ;
- Allée de tourbillons de Karman ;
- Correction de compressibilité de von Kármán-Tsien ;
- Expérience VKS : Von Kármán Sodium (effet dynamo dans un liquide conducteur turbulent - géodynamo) ;
- raccord de Karman : pièce d'un avion destinée à faciliter l'écoulement de l'air au niveau du raccord entre l'aile et le fuselage ;
- Diagramme de Gabrielli – von Kármán (notion de finesse généralisée à tous les modes de transport) ;
- Variable de Kármán-Penner (combustion).